# Dioscorea exalata
Dioscorea exalata là một loài thực vật có hoa trong họ Dioscoreaceae. Loài này được C.T.Ting & M.C.Chang mô tả khoa học đầu tiên năm 1982.